# Anaphes fortipennis
Anaphes fortipennis är en stekelart som först beskrevs av Soyka 1953.  Anaphes fortipennis ingår i släktet Anaphes och familjen dvärgsteklar. Inga underarter finns listade i Catalogue of Life.